# Polyporsäure
Polyporsäure ist ein Pilzinhaltsstoff und der einfachste Vertreter aus der Stoffklasse der Terphenylchinone. Die Verbindung wurde erstmals 1877 durch Carl Stahlschmidt (1831–1902) beschrieben. Die Struktur der Polyporsäure wurde 1926 von Fritz Kögl aufgeklärt.

## Vorkommen
Polyporsäure kommt in einigen Baumpilzen der Ordnung Aphyllophorales und in der Laubflechte Sticta coronata vor. Insbesondere beim Zimtfarbenen Weichporling (Hapalopilus rutilans) besteht die Trockenmasse bis zu 43,5 % (nach anderen Angaben zu etwa 20 %) aus Polyporsäure.

## Eigenschaften
Aus Pyridin bildet Polyporsäure rote und aus Dioxan gelbe Solvate. In verdünnten Laugen löst sich die Verbindung als Farbstoff mit tiefvioletter Farbe und fällt beim Ansäuern als ockergelber Feststoff aus. Mit konzentrierter Kaliumhydroxidlösung kristallisiert das tiefpurpurne Kaliumsalz.
Polyporsäure ist verantwortlich für Vergiftungserscheinungen, die nach dem Verzehr des Zimtfarbenen Weichporlings mit einer Latenzzeit von etwa 12 Stunden auftreten. Diese sind durch zentralnervöse Störungen (Seh- und Koordinationsstörungen) und Nierenversagen gekennzeichnet. Ein Symptom der Polyporsäure-Vergiftung – auch als Polyporsäure-Syndrom bezeichnet – ist die Violettfärbung des Urins.
Beim Screening von Pflanzenprodukten zeigte sich, dass eine Zubereitung aus polyporsäurehaltigen Flechten die Lebensdauer von Mäusen, die zuvor mit einer akuten lymphatischen Leukämie geimpft worden waren, bedeutsam verlängerte. Als aktive Komponente wurde die Polyporsäure identifiziert. Synthetische Polyporsäure zeigte eine ähnliche antileukämische Wirkung wie die natürliche Zubereitung. Bisher hat diese schon 1959 berichtete antileukämische Wirkung von Polyporsäure oder eventuellen, davon abgeleiteten chemischen Derivaten zu keiner medizinischen Anwendung gefunden.
Polyporsäure sowie verschiedene ihrer 3,6-Derivate verringern die vegetative Vermehrung und die Sporenkeimung von zwölf Pilzarten, die zu sechs verschiedenen Gattungen gehören.

## Biosynthese
Die Polyporsäure entsteht bei der Biosynthese durch Dimerisierung von Phenylbrenztraubensäure.

## Laborsynthesen
Bei dem Syntheseweg nach Friedrich Fichter wird 1,4-Diphenylbutan-2,3-dion 1 mit Oxalsäurediethylester 2 in Gegenwart von Natrium im Sinne einer doppelten Keto-Claisen-Kondensation umgesetzt. Aus dem primär entstehenden Cyclohexantetron-Derivat 3 erhält man über eine Keto-Enol-Tautomerie die Polyporsäure 4.
Eine weitere Laborsynthese mit besseren Ausbeuten geht von p-Benzochinon 1 aus. Nach einer von Rudolf Pummerer publizierten Methode wird dieses mit Benzol in Gegenwart von AlCl3 zu dem 2,5-Diphenyl-p-benzochinon 2 umgesetzt. Das Diphenylbenzochinon wird in Eisessig mit Brom zu dem 3,6-Dibrom-2,4-diphenyl-P-benzochinon umgesetzt. Aus der Dibromverbindung erhält man mit einer Natriumhydroxid-Lösung in Methanol bei Raumtemperatur die Polyporsäure 4.